# Promise (TiAの曲)
「Promise」（プロミス）は、日本のシンガーソングライター・TiAの4作目のシングル。

## 解説
ファーストアルバム『humming』から7ヶ月半ぶりのリリースとなるシングルで、2005年唯一のリリース作品。TiAの作品としては2度目となるアニメソングである。
本作と、次作「ずっと ずっと…」との間でTiAは芸名をTIAに改名している。

## 収録曲
1. Promise (4:33)
作詞：小林夏海 作曲：北浦正尚 編曲：河野圭
TX系テレビアニメ『焼きたて!!ジャぱん』オープニングテーマ。
2. 大切なもの (5:07)
作詞：TiA/CROW 作曲/編曲：藤本和則
3. Promise (Instrumental) (4:33)

## 収録アルバム
TiA（TIA）のアルバム作品への収録はなく、「Promise」は『焼きたて!!ジャぱん』主題歌集にのみ収録されている。